# 937-es busz (Budapest)
A budapesti 937-es jelzésű autóbusz (korábban 901–937-es jelzésű busz) a Bécsi út / Vörösvári út és a Táborhegy között közlekedik. Az éjszakai autóbuszvonal – az 1-es villamos által érintett területen felül – az óbudai Táborhegy térségét látja el. A vonalat a fővárosi éjszakai autóbuszvonal-hálózat részeként a Budapesti Közlekedési Zrt. (BKK) üzemelteti. Éjszakánként egy irányban egyetlen járat – a vonal második szakaszán csak előzetes igénybejelentés esetén – közlekedik alacsony padlós Mercedes-Benz Citaro szólóbuszokkal.
A Kelenföld vasútállomás és a Bécsi út / Vörösvári út közötti szakaszon 901-es jelzéssel közlekedik. A Bécsi út / Vörösvári út megállóhelytől az Erdőalja úton és a Máramaros úton, a nappali 137-es vonalán jellegzetes, Y alakú hurokban folytatódik az útvonala. Ezen az alacsony forgalmú szakaszon rugalmas közlekedési rendszert (más néven igényvezérelt közlekedési rendszert) vezettek be: Az autóbuszok az Y alakú vonal két ága közül csak azt érintik, ahol előzetesen – a járművön az autóbusz-vezető felé, vagy a megállóhelyi menetrendi tájékoztatókon közzétett telefonszámon keresztül a fődiszpécser felé – utazási igényt jeleztek.

## A 937-es vonal mint rugalmas közlekedési rendszer

### A rendszer jellemzői, típusa
A vonal második szakaszán csak akkor halad végig a Kelenföld vasútállomás felől a Bécsi út / Vörösvári útra érkező autóbusz, ha a járművön a Bécsi út / Vörösvári úttól továbbutazni szándékozó utas tartózkodik, vagy ha a diszpécser arra utasítást ad, mert a vonalra utazási szándékot jeleztek. Az utazási szándékot telefonon lehet jelezni a jármű Bécsi út / Vörösvári útra érkezését megelőző 15. perc végéig a fődiszpécser felé, aki az utazási igényt jelzi a Bécsi úti éjszakás területi forgalomirányító diszpécsernek.
Az autóbuszok az utazási igények függvényében a második szakaszon ötféle, rögzített útvonal- és menetrendváltozat szerint közlekedhetnek.
A 937-es vonal mint közlekedési rendszer a részben rögzített útvonalú, fix menetrendű, nyílt rendszerű, a hagyományos tömegközlekedést kiegészítő rugalmas közlekedési rendszerek csoportjába sorolható. Más értelmezés szerint azonban – mivel az útvonalválasztás nem tekinthető elég rugalmasnak és a menetrend is gyakorlatilag rögzített – nem tartozik a rugalmas közlekedési rendszerek közé, a hagyományos értelemben vett éjszakai tömegközlekedési hálózat speciális elemének tekinthető.
Másik lehetséges csoportosítás szerint a vonal a nagyon alacsony rugalmassági fokú rendszerek közé tartozik.
A rendszer csak egyetlen elemből áll, így hálózatról nem beszélhetünk. Ugyanakkor a vonal jól kiegészíti a hagyományos éjszakai hálózatot. Menetrendjét összehangolták egyes éjszakai vonalakéval, ezzel elkerülték, hogy a szolgáltatás versenyhelyzetet teremtsen, ami egy fontos követelmény a hasonló rugalmas rendszerekkel szemben.
Alakja szerint a vonal a hurokban végződő részleges körirányú autóbuszvonalak közé sorolható.

### Finanszírozási kérdések
A szolgáltatást a nappali járatokra és a többi éjszakai járatra is érvényes, normál díjszabású jegyekkel és bérletekkel lehet igénybe venni. Használata előzetes regisztrációt nem igényel.
Az igényvezérelt szolgáltatások – általában véve – nem képesek önköltségi alapon működni a nagyon alacsony igénybevétel miatt, hasznuk nehezen számszerűsíthető.
A 937-es buszvonalon az első, közel 5 hónapos kísérleti időszakban több mint 200 ezer forintot (2007) takarítottak meg az üres futások elmaradásával.

### Továbbfejlesztési lehetőségek
A BKV Zrt. az éjszakai közlekedést csak a rendelkezésre álló járműveivel tudja lebonyolítani, amely más eszközrendszer hiányában kizárólag nagybuszos jellegű. A Társaság álláspontja szerint az ilyen és az ehhez hasonló területek kiszolgálását kisebb járművekkel célszerű és gazdaságos megszervezni.

### Arculati elemei
A vonal arculata – a többletszolgáltatás ellenére – nem tér el az éjszakai hálózat többi autóbuszvonalánál alkalmazottól. A 901-es menetrendjében a Táborhegyre továbbközlekedő indulás csillaggal van megjelölve, jelezve hogy csak bejelentés alapján megy végig a vonalon. A 937-es menetrendje már újtípusú BKK-arculatos, a viszonylatjelzés fekete lekerekített téglalapban fehér számokkal jelenik meg. Útvonalleírást nem tartalmaz, bal oldalt függőlegesen a megállólista és a menetidő, tőle jobbra az indulások és a járat információi (érvényesség, alacsony padlós jármű, elsőajtós felszállás, Telebusz-jelleg) találhatók.

## Története

### Előzmények, a vonalhálózat fejlődése
Budapest éjszakai autóbuszvonal-hálózata 2005. szeptember 1-jén jelentősen átalakult, kibővült. Az ezt megelőzően 19 vonalból álló hálózat 31 vonalasra nőtt, ami nagyobb területi lefedettséget és rövidebb eljutási időket eredményezett. Ekkor hozták létre az 1994-ben indult, kezdetekben csak Óbuda – Népliget, majd 2000-től Közvágóhídig meghosszabbított útvonalon közlekedő 1É viszonylatot. Útvonala az éjszakai autóbuszhálózat 2005. szeptember 1-jei átszervezésekor az Óbudai autóbuszgarázsig bővült, jelzését – a 900-as tartományba beillesztve – 901-esre módosították.
A fejlesztések következtében jelentősen nőtt az éjszakai hálózatot használó utasok száma, a teljes hálózaton hétköznapokon a korábbi 22–24 ezerről 40 ezerre, szombatonként pedig a korábbi 30–32 ezerről 56 ezerre emelkedett az utasszám. Ez a növekedés lehetővé tette a hálózat további bővítését. Az újabb fejlesztéseket három ütemben valósították meg. Az első ütemben, 2006. november 3-án öt új vonalat hoztak létre, további négyet meghosszabbítottak. Ekkor jött létre – a 930-as, a 963-as, a 996-os és a 999-es mellett – a 901-es vonal leágazásaként, meghosszabbításaként a 937-es vonal.
Az új vonalszakasz lényegében a nappali 137-es vonal egy részét jelenti. Ez a sajátos, Y alakú hurok két korábbi autóbuszvonal, a 37E és a 37M jelzésűek összevonásával jött létre (a betűjelzések a végállomások nevének kezdőbetűit jelentik). Az Erdőalja úti és a Máramaros úti autóbusz-fordulókat az 1950-es, 1960-as években építették ki.
A 2006–07-es fejlesztések harmadik ütemében, 2007. január 12-én egyes csatlakozások fejlesztésére, a nappali és az éjszakai járatok üzemidejének igazítására került sor. Ez a módosítás a 937-es buszok indulási időpontját is érintette.

### A vonal bevezetése, a kísérleti időszak tapasztalatai

A meghosszabbított útvonal a Bécsi út / Vörösvári út környékén
1. szakasz (a 901-es vonal)
2. szakasz (csak igény esetén)
forgalmi szolgálati hely
megállóhelyek

A 937-es vonal bevezetése előtt a Táborhegyen nem közlekedtek éjszakai autóbuszok, mivel „rendkívül alacsony igénybevétel volt várható” ebben a térségben, ugyanakkor a nagy gyaloglási távolsággal, helyenként 9%-os emelkedő leküzdésével elérhető területre indokoltnak tartották az éjszakai hálózat kiterjesztését. Az ilyen adottságú területeket – az európai tapasztalatok szerint – midibuszokkal lehet gazdaságosan kiszolgálni, viszont ilyen járművek nem álltak a közlekedési vállalat rendelkezésére, a szolgáltatást csak szólóbuszokkal tudták megvalósítani. Ezért – a magyarországi városok közösségi közlekedésében első alkalommal – igényvezérelt (más néven rugalmas) szolgáltatás bevezetése mellett döntöttek.
A 937-es éjszakai autóbuszvonalat a 901-es vonal egyik járatának meghosszabbításával hozták létre, azaz a 937-es jelzésű buszok a 901-es éjszakai járatok menetrendjébe integráltan közlekednek. A viszonylatot 2006. november 3-án vezették be, előbb kísérleti jelleggel működtették, majd közel 5 hónapos kísérleti időszak után véglegesítették.
A vonal bevezetéséről 2006. november 2-án az alábbi közleményt adták ki:
[…] 2006. november 3-ától […] 937-es jelzéssel új járat indul Közvágóhíd és a Bécsi út / Vörösvári út között. A járat különlegessége a hozzákapcsolódó taxi rendszerű kísérleti többletszolgáltatás. A Közvágóhídtól induló járat egyúttal a 901-es autóbusz 0.51 órai Bécsi út / Vörösvári útig közlekedő menetét is teljesíti, ezért tábláján a 901–937 jelzés szerepel. A kísérlet szerint az autóbusz csak abban az esetben teszi meg az Erdőalja út–Máramarosi úti vonalszakaszt, ha a járművön a Bécsi út / Vörösvári úttól továbbutazó utas van, vagy a vonalról utazási szándékot jeleztek. Az Erdőalja út–Máramarosi úti szakaszról az utazási szándékot 23.00 és 1.20 között – hasonlóan a taxiközlekedéshez – telefonon lehet jelezni […] taxi jellegű rendelésének módja a megállóhelyi tájékoztatókon is olvasható. […]
A bevezetést követő közel 5 hónapos kísérleti időszakban 144 éjszaka alatt 69 esetben jeleztek utazási szándékot, ez 48%-os közlekedési arányt jelent. A 69 menetet 195 utas – azaz járatonként átlagosan mindössze 2,8 fő – vette igénybe. (Megjegyzendő, hogy a felmérést a téli időszakban végezték.)

### Menetrend- és nyomvonal-korrekciók
A járatok útvonala, megállóhelyei a bevezetés óta változatlanok.
A buszok menetrendje 2007. január 12-én kis mértékben módosult, az indulási időpontok néhány perccel eltolódtak.
A 2008-as hálózatátszervezés és a 2012. márciusi változások a 937-es vonalat nem érintették.
2019. július 9-étől 901-es jelzéssel közlekedik a Kelenföld vasútállomástól a Bécsi út / Vörösvári útig, ahonnan utazási igény esetén 937-es jelzéssel indul tovább a Máramaros út, illetve az Erdőalja út felé.

## Járművek
A vonal második szakaszán kizárólag szólóbuszok közlekedhetnek a táborhegyi meredek, keskeny utak és a szűk autóbusz-fordulók miatt. Általában az Óbudai autóbuszgarázshoz tartozó Mercedes-Benz Citaro típusú autóbuszok közlekednek a viszonylaton.
Esetenként – például a Sziget Fesztivál idején – előfordulhat, hogy a Közvágóhídtól a Bécsi út / Vörösvári útig csuklós busz, a Bécsi út / Vörösvári úttól átszállás után szólóbusz indul.

## Útvonala

### Vonalszakaszai, kapcsolata más vonalakkal
A vonal két szakaszra osztható. A Kelenföld vasútállomás és a Bécsi út / Vörösvári út közötti első szakaszon 901-es jelzéssel közlekedik. Ennek a 40 megállóhelyből álló útvonalnak a hossza 21 km, az átlagos menetidő 51 perc, így az átlagsebesség 24,7 km/h.
A második szakasz egy Y-alakú hurok, amely a Bécsi út / Vörösvári út megállóhelytől kiindulva a Táborhegy térségében érinti az Erdőalja úti és a Máramaros úti autóbusz-fordulókat. Ez a vonalszakasz lényegében a nappali 137-es vonallal azonos. A 7,1 km-es, 23 megállóhelyből álló utat átlagosan 13 perc alatt teszik meg a busz, így az átlagsebessége a hegyi úton 32,8 km/h.
A teljes útvonalon az átlagsebesség 25,2 km/h.
2021 júniusától az autóbuszok az alábbi közterületeket járják végig:
| 1. szakasz | 2. szakasz |
| --- | --- |
| Kelenföld vasútállomás M vá. – Etele tér – Etele út – Hengermalom út – Budafoki út – Dombóvári út – Rákóczi híd – Soroksári út – Koppány utca – Mester utca – Könyves Kálmán körút – Hungária körút – Róbert Károly körút – Árpád híd – Flórián tér – Szentendrei út – Miklós utca – Raktár utca – Szentendrei út – Flórián tér – Vörösvári út – Bécsi út szervizútja – Bécsi út / Vörösvári út mh. | Bécsi út / Vörösvári út mh. – Táborhegyi úti forduló – Bécsi út – Vörösvári út – Vörösvári út szervizútja – Farkastorki út – Viharhegyi út – Erdőalja út – Erdőalja út, forduló – Erdőalja út – Királylaki út – Máramaros út – Máramaros út, forduló – Máramaros út – Királylaki út – Erdőalja út – Viharhegyi út – Farkastorki út – Bécsi út – Bécsi út / Vörösvári út vá. |

Ellenkező irányban – a Bécsi út / Vörösvári út és Kelenföld vasútállomás között, illetve 2012. március 2-áig az Óbudai autóbuszgarázs és a Közvágóhíd között – kizárólag 901-es jelzéssel közlekednek autóbuszok.
2011. május 16. és 2012. március 2. között a kétféle útvonalváltozaton közlekedő 901-es buszok, a 937-es buszok, valamint az esetenként ezekhez csatlakozó, a Bécsi út / Vörösvári úttól az Óbudai autóbuszgarázs felé továbbhaladó, így a kimaradt vonalszakaszt pótló 960-as buszok egy éjszaka alatt az alábbi elosztásban közlekedtek:
|   |                         | I.  | II. | III. | átszállás | átszállás | IV.       | átszállás | átszállás | V.  | átszállás | átszállás | VI. | átszállás | átszállás | VII. | VIII. | IX. | X.  |
| ↓ | Közvágóhíd              | 901 | 901 | 901  |           |           | (901) 937 |           |           | 901 |           |           | 901 |           |           | 901  | 901   | 901 | 901 |
| ↓ | Bécsi út / Vörösvári út | 901 | 901 | 901  | →         | 960       | (901) 937 | →         | 960       | 901 | →         | 960       | 901 | →         | 960       | 901  | 901   | 901 | 901 |
| ↓ | Óbudai autóbuszgarázs   | 901 | 901 |      |           | 960       | ↓         | ↓         | 960       |     |           | 960       |     |           | 960       | 901  | 901   | 901 | 901 |
| ↓ | Táborhegy               |     |     |      |           |           | 937       |           |           |     |           |           |     |           |           |      |       |     |     |

A 901-es és 937-es vonalon együttesen ütemes menetrendet használtak, ahol az ütem 30 perces, a menetszám ebben az irányban 10 volt – a 2011. május 16-i állapot szerint.
2012. március 3-ától a 901-es buszvonal valamennyi járata egységesen – a 937-es vonal első szakaszához hasonlóan – a Közvágóhíd és a Bécsi út / Vörösvári út között közlekedett, utóbbinál mindkét irányban csatlakozik a 960-as buszokhoz az Óbudai autóbuszgarázs felé.

### Útvonalváltozatok – Rugalmas közlekedés a 2. szakaszon
Az autóbuszok nem feltétlenül haladnak végig a 937-es vonal teljes második szakaszán, az Y alakú hurok két ága közül csak azt az ágat érintik a menetrendben adott időpontban, ahol a fel- vagy leszállási szándékot előzetesen jelezték. Azokat a megállóhelyeket, ahol utascsere nem várható, az autóbuszok nem érintik vagy esetenként a menetrendtől eltérő időpontban érinthetik. Jellemzően az alábbi esetek fordulhatnak elő:
| ha nincs utas | ha van utas                                                                                 | ha van utas | ha van utas | ha van utas | ha van utas |
| ha nincs utas | 1.                                                                                          | 2. | 3. | 4. | 5. |
| --- | ------------------------------------------------------------------------------------------- | --- | --- | --- | --- |
| |                                                                                             | | | | |
| nem halad végig az autóbusz a vonalszakaszon, ha egyik megállóhelyen sincs utazási igény | teljes vonalon, menetrend szerint végighalad az autóbusz, ha mindkét ágon van utazási igény | csak az Erdőalja úti ágon halad végig az autóbusz, ha a Máramaros úti ágon nincs vagy ha egyik ágon sincs utazási igény; ekkor a busz az Erdőalja úti fordulóhoz menetrend szerint érkezik | csak az Erdőalja úti ágon halad végig az autóbusz, ha a Máramaros úti ágon nincs vagy ha egyik ágon sincs utazási igény; ekkor a busz az Erdőalja úti fordulóhoz menetrend szerint érkezik | csak a Máramaros úti ágon halad végig az autóbusz, ha az Erdőalja úti ágon nincs utazási igény; ekkor a busz a Máramaros úti fordulóhoz sietve érkezik | csak a Máramaros úti ágon halad végig az autóbusz, ha az Erdőalja úti ágon nincs utazási igény; ekkor a busz a Máramaros úti fordulóhoz sietve érkezik                 |
| nem halad végig az autóbusz a vonalszakaszon, ha egyik megállóhelyen sincs utazási igény | teljes vonalon, menetrend szerint végighalad az autóbusz, ha mindkét ágon van utazási igény | ha csak odafelé van utazási igény, az autóbusz visszafelé a Máramaros úti ág érintése nélkül, sietve megy a végállomásig                                                                   | ha visszafelé (is) van utazási igény, az autóbusz az Erdőalja úti fordulónál várakozik, a Máramaros úti ág érintése nélkül késve indul vissza, majd menetrend szerint megy a végállomásra  | ha csak odafelé van utazási igény, az autóbusz visszafelé az Erdőalja úti ág érintése nélkül, sietve megy a végállomásig                               | ha visszafelé (is) van utazási igény, az autóbusz a Máramaros úti fordulónál várakozik, majd az Erdőalja úti ág érintése nélkül, menetrend szerint megy a végállomásig |
| Jelmagyarázat |                                                                                             | | | | |
| E: Erdőalja úti autóbusz-forduló M: Máramaros úti autóbusz-forduló menetrend szerinti közlekedés a menetrendhez képest korábbi időpontban történő közlekedés (sietés), utascsere nélkül a menetrendhez képest későbbi időpontban történő közlekedés (késés), utascsere nélkül nem érintett vonalszakasz |                                                                                             | | | | |

## Megállóhelyei
A 937-es jelzésű autóbusz 2021. június 18-ától az alábbi megállóhelyeket érinti:
| ∫  | Kelenföld vasútállomás M                                           | 0                                              | 1. szakasz                   | Etele út – Budafoki út – Rákóczi híd – Könyves Kálmán körút – Hungária körút – Róbert Károly körút – Árpád híd – Raktár utca – Vörösvári út – Bécsi út / Vörösvári út | Etele út – Budafoki út – Rákóczi híd – Könyves Kálmán körút – Hungária körút – Róbert Károly körút – Árpád híd – Raktár utca – Vörösvári út – Bécsi út / Vörösvári út |
| …  | → ezen a szakaszon 901-es jelzéssel közlekedik                     | → ezen a szakaszon 901-es jelzéssel közlekedik | 1. szakasz                   | Etele út – Budafoki út – Rákóczi híd – Könyves Kálmán körút – Hungária körút – Róbert Károly körút – Árpád híd – Raktár utca – Vörösvári út – Bécsi út / Vörösvári út | Etele út – Budafoki út – Rákóczi híd – Könyves Kálmán körút – Hungária körút – Róbert Károly körút – Árpád híd – Raktár utca – Vörösvári út – Bécsi út / Vörösvári út |
| ∫  | Bécsi út / Vörösvári út (a régi buszvégállomáson) 960              | 51                                             | 1. szakasz                   | Etele út – Budafoki út – Rákóczi híd – Könyves Kálmán körút – Hungária körút – Róbert Károly körút – Árpád híd – Raktár utca – Vörösvári út – Bécsi út / Vörösvári út | Etele út – Budafoki út – Rákóczi híd – Könyves Kálmán körút – Hungária körút – Róbert Károly körút – Árpád híd – Raktár utca – Vörösvári út – Bécsi út / Vörösvári út |
|    |                                                                    |                                                |                              | | |
| 0  | Bécsi út / Vörösvári út (az 1-es villamos végállomásánál)          | 54                                             | 2. szakasz csak igény esetén | | Farkastorki út – Viharhegyi út |
| 1  | Bécsi út / Vörösvári út (a Farkastorki úton)                       | 54                                             | 2. szakasz csak igény esetén | | Farkastorki út – Viharhegyi út |
| 2  | Táborhegyi út                                                      | 54                                             | 2. szakasz csak igény esetén | | Farkastorki út – Viharhegyi út |
| 3  | Zúzmara utca                                                       | 55                                             | 2. szakasz csak igény esetén | | Farkastorki út – Viharhegyi út |
| 4  | Királyhelmec utca                                                  | 55                                             | 2. szakasz csak igény esetén | | Farkastorki út – Viharhegyi út |
| 5  | Körtvélyes köz                                                     | 56                                             | 2. szakasz csak igény esetén | | Farkastorki út – Viharhegyi út |
| 6  | Erdőalja út 43.                                                    | 56                                             | 2. szakasz csak igény esetén | | Erdőalja úti ág csak az 1., 2., 3. útvonalváltozatok esetén |
| 7  | Hedvig utca                                                        | 57                                             | 2. szakasz csak igény esetén | | Erdőalja úti ág csak az 1., 2., 3. útvonalváltozatok esetén |
| 8  | Erdőalja út (autóbusz-forduló)                                     | 58                                             | 2. szakasz csak igény esetén | | Erdőalja úti ág csak az 1., 2., 3. útvonalváltozatok esetén |
| 9  | Hedvig utca                                                        | 59                                             | 2. szakasz csak igény esetén | | Erdőalja úti ág csak az 1., 2., 3. útvonalváltozatok esetén |
| 10 | Viharhegyi út                                                      | 59                                             | 2. szakasz csak igény esetén | | Máramaros úti ág csak az 1., 4., 5. útvonalváltozatok esetén |
| 11 | Iskola                                                             | 59                                             | 2. szakasz csak igény esetén | | Máramaros úti ág csak az 1., 4., 5. útvonalváltozatok esetén |
| 12 | Királylaki út                                                      | 61                                             | 2. szakasz csak igény esetén | | Máramaros úti ág csak az 1., 4., 5. útvonalváltozatok esetén |
| 13 | Máramaros út (autóbusz-forduló)                                    | 62                                             | 2. szakasz csak igény esetén | | Máramaros úti ág csak az 1., 4., 5. útvonalváltozatok esetén |
| 14 | Királylaki út                                                      | 62                                             | 2. szakasz csak igény esetén | | Máramaros úti ág csak az 1., 4., 5. útvonalváltozatok esetén |
| 15 | Iskola                                                             | 61                                             | 2. szakasz csak igény esetén | | Máramaros úti ág csak az 1., 4., 5. útvonalváltozatok esetén |
| 16 | Viharhegyi út                                                      | 62                                             | 2. szakasz csak igény esetén | | Máramaros úti ág csak az 1., 4., 5. útvonalváltozatok esetén |
| 17 | Körtvélyes utca                                                    | 62                                             | 2. szakasz csak igény esetén | | Viharhegyi út – Farkastorki út |
| 18 | Farkastorki út                                                     | 63                                             | 2. szakasz csak igény esetén | | Viharhegyi út – Farkastorki út |
| 19 | Királyhelmec utca                                                  | 63                                             | 2. szakasz csak igény esetén | | Viharhegyi út – Farkastorki út |
| 20 | Zúzmara utca                                                       | 64                                             | 2. szakasz csak igény esetén | | Viharhegyi út – Farkastorki út |
| 21 | Táborhegyi út                                                      | 65                                             | 2. szakasz csak igény esetén | | Viharhegyi út – Farkastorki út |
| 22 | Bécsi út / Vörösvári út (a 17-es villamos végállomásánál) 901, 960 | 66                                             | 2. szakasz csak igény esetén | | Viharhegyi út – Farkastorki út |
|    |                                                                    |                                                |                              | | |